# Tjeldbergodden

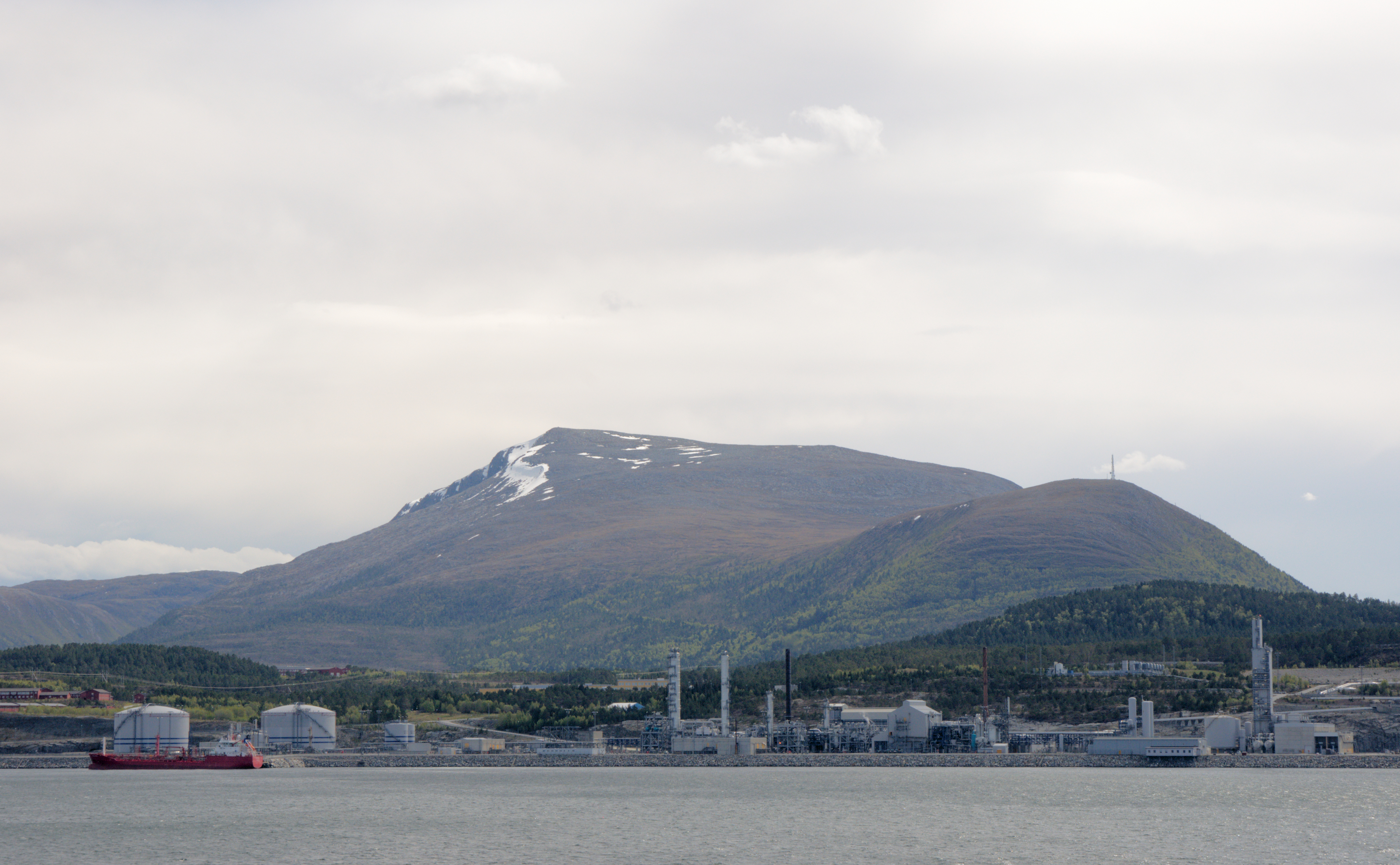
Tjeldbergodden

Tjeldbergodden ist ein Industriekomplex in der norwegischen Provinz Møre og Romsdal, an der Westküste gegenüber der Insel Hitra. Die Anlage wird von Equinor (ehemals Statoil) betrieben und wurde im Juni 1997 eröffnet.
Der Komplex besteht aus drei Komponenten: einem Terminal zur Gasversorgung sowie Fabriken zur Gastrennung und zur Produktion von Methanol.

## Methanolfabrik
Die Methanolfabrik ist die größte in Europa. Bei ihrer Eröffnung war sie die erste Anlage Norwegens, die Erdgas zur industriellen Produktion in großem Stil nutzte.
Sie produziert jährlich etwa 900.000 Tonnen Methanol, was laut Equinor über 25 % der europäischen Produktionskapazität für diese Flüssigkeit und 10 % des europäischen Verbrauchs entspricht.
Das Gas für die Methanolproduktion kommt vom Heidrun-Feld in der Nordsee.
Equinor besitzt 82,01 % der Anteile an dieser Anlage, die restlichen 17,99 % hält ConocoPhillips.
Laut Equinor arbeitet die Anlage energieeffizient; der Ausstoß von 0,4 Tonnen Kohlendioxid pro Tonne Methanol sei niedrig. Der jährliche Ausstoß an Stickstoffoxiden betrage etwa 200 Tonnen.